# Iszymowo (rejon bardymski)
Iszymowo (ros. Ишимово) – wieś (dieriewnia) w Rosji, w Kraju Permskim, w rejonie bardymskim. W 2010 liczyło 455 mieszkańców.